# K-ON!放學後LIVE!!
《K-ON!放學後LIVE!!》是以kakifly的漫畫《K-ON!》為題材，世嘉公司於2010年9月30日發售的音樂遊戲。2012年6月21日在PS3平台上推出HD版本。

## 概要
原作四格漫畫，動畫化後熱門作品〈K-ON!〉首次的電子遊戲。遊戲是使以音樂遊戲模式在PSP平台上推出，同時收錄了動畫中不少樂曲。演奏部分有平澤唯（吉他）、秋山澪（貝斯）、田井中律（爵士鼓）、琴吹紬（電子琴）、中野梓（副吉他手）5人可以選用，即使相同的曲子選擇不同的角色會有不同的樂譜。搭配PSP內有的聯機對戰通訊模式，最多可5個人的通訊。
遊戲中可變換角色服裝。動畫中梓未出現的哥德蘿莉裝和輕飄飄時間PV的衣服，但是遊戲中京都動畫有給梓用的專屬服裝。
本作品為《初音未來 -名伶計畫-》的工作人員擔任。

## 登場人物

### 主要人物
平澤唯（ひらさわ ゆい）
声：豐崎愛生
本作品的主角。平常看起來是天然呆。担当放學後TEA TIME的主吉他手。
秋山澪（あきやま みお）
声：日笠陽子
認真畏縮不前的少女。担当貝斯。
由於是左撇子，選擇這個人物在「演奏!」時通常以方向鍵操作。
田井中律（たいなか りつ）
声：佐藤聰美
輕音部的部長。草率的性格担当爵士鼓。
琴吹紬（ことぶき つむぎ）
声：寿美菜子
穩重大方的大小姐。從小時起學習鋼琴，擔任電子琴。
在「演奏!」時，都會用兩個鍵來操作，成為按最多鍵的人物。
中野梓（なかの あずさ）
声：竹達彩奈
比唯小一年的後輩。擔任副吉他手。

### 其他登場人物
山中 佐和子（やまなか さわこ）
声 - 真田麻美
輕音部的顧問的女教師。製作服裝給成員們。
平澤 憂（ひらさわ うい）
声 - 米澤圓
比唯小一年的妹妹。懂事的性格受周圍的人讚賞。
真鍋 和（まなべ のどか）
声 - 藤東知夏
唯的朋友。戴著紅色的無頂框眼鏡。認真的性格成為學生會的成員。

## 收錄曲
音樂是由『K-ON!』CD發售的公司波麗佳音全面提供的，收錄了19首歌。動畫的BGM亦有被使用。
| 演奏曲                      | 演奏曲   | 演奏曲   | 演奏曲   |
| 曲名                        | 作詞     | 作曲     | 聲音計劃 |
| --------------------------- | -------- | -------- | -------- |
| 私の恋はホッチキス          | 稻葉エミ | 藤末樹   | 百石元   |
| Humming Bird                | 大森祥子 | 岡ナオキ | 小森茂生 |
| Sunday Siesta               | 大森祥子 | 百石元   | 百石元   |
| Hello little Girl           | 大森祥子 | 芹澤和則 | 小森茂生 |
| ふわふわ時間                | 秋山澪   | 前澤寬之 | 前澤寬之 |
| Dear My Keys 〜鍵盤の魔法〜 | 大森祥子 | 小森茂生 | 小森茂生 |
| じゃじゃ馬Way To Go         | 大森祥子 | Tom-H@ck | Tom-H@ck |
| Sweet Bitter Beauty Song    | 大森祥子 | 田村信二 | 小森茂生 |
| ふでペン 〜ボールペン〜     | 稻葉エミ | 川口進   | 川口進   |
| 『レッツゴー』              | KATANA   | Tom-H@ck | Tom-H@ck |
| カレーのちライス            | 稻葉エミ | 前澤寬之 | 前澤寬之 |
| 目指せハッピー100%↑↑↑       | 大森祥子 | 百石元   | 百石元   |
| 私は私の道を行く            | 大森祥子 | Tom-H@ck | Tom-H@ck |
| ギー太に首ったけ            | 大森祥子 | Tom-H@ck | Tom-H@ck |
| Happy!? Sorry!!             | 大森祥子 | 田村信二 | 小森茂生 |
| Heart Goes Boom             | 大森祥子 | 前澤寬之 | 前澤寬之 |
| Girly Storm 疾走 Stick      | 大森祥子 | Tom-H@ck | Tom-H@ck |
| Cagayake!GIRLS              | 大森祥子 | Tom-H@ck | Tom-H@ck |
| Don't say "lazy"            | 大森祥子 | 前澤寬之 | 小森茂生 |

BGM
- Have some tea?
- 軽い冗談
- あの日の夢
- うっかり君の為に
- のんびりさんの昼下がり
- キラキラブルー
- 遅刻しそうな朝の切り札!
- ホイップ・ホイップ・ホイップ
- We Are MUSIC!!
- わすれんぼうのゆううつ
- みずたまシフォン
- clapperboard
- Happy Dreamin' Train
- A monochrome diary
- コーヒーお砂糖3つ
- けん玉くん
- After School Girls Talk

## 食物
- 鯛魚燒
- 水果酥餅
- 海老煎餅
- 巧克力蛋糕
- 撻
- 曲奇
- 冰棒

## 外部連結
- （日語）SEGA｜けいおん！ 放課後ライブ！！｜セガ公式-PSP(R)専用ゲームソフト （页面存档备份，存于）